# Piers Morgan
Piers Stefan Pughe-Morgan (/pɪərs/; născut O'Meara; n. 30 martie 1965, Guildford, Anglia, Regatul Unit) este un jurnalist, scriitor și personalitate de televiziune engleză. În prezent este co-prezentator al ITV Breakfast la emisiunea Good Morning Britain de luni până miercuri în fiecare săptămână.

## Legături externe
- Piers Morgan la Internet Movie Database
- Profile: Piers Morgan BBC News, 14 May 2004
- „Desert Island Discs”. Desert Island Discs. 7 iunie 2009. BBC. Radio 4.